# Biel/Bienne (district)
Verwaltungskreis Biel/Bienne is een district in het kanton Bern met als hoofdplaats Biel/Bienne. Het district omvat 19 gemeenten op 97,63 km².

## Geschiedenis
Bij de herindeling van het kanton Bern in 2010 is het district gevormd uit het voormalige district Biel en delen van de voormalige districten Büren en Nidau.

## Gemeenten
De volgende gemeenten maken deel uit van het district.
| Wapen              | Gemeentenaam   | Inwoners (x) | Oppervlakte (km²) |
| ------------------ | -------------- | ------------ | ----------------- |
| Aegerten           | Aegerten       | 1.816        | 2,16              |
| Bellmund           | Bellmund       | 1.582        | 3,82              |
| Biel/Bienne        | Biel/Bienne    | 53.031       | 21,21             |
| Brügg              | Brügg          | 4.251        | 5,02              |
| Evilard/Leubringen | Evilard        | 2.500        | 3,69              |
| Ipsach             | Ipsach         | 4.032        | 1,91              |
| Lengnau            | Lengnau (BE)   | 4.672        | 7,37              |
| Ligerz             | Ligerz         | 539          | 1,79              |
| Meinisberg         | Meinisberg     | 1.318        | 4,43              |
| Mörigen            | Mörigen        | 867          | 2,16              |
| Nidau              | Nidau          | 6.766        | 1,52              |
| Orpund             | Orpund         | 2.655        | 4,16              |
| Pieterlen          | Pieterlen      | 3.917        | 8,31              |
| Port               | Port           | 3.382        | 2,45              |
| Safnern            | Safnern        | 1.886        | 5,61              |
| Scheuren           | Scheuren       | 458          | 1,99              |
| Schwadernau        | Schwadernau    | 673          | 4,02              |
| Sutz-Lattrigen     | Sutz-Lattrigen | 1.384        | 3,58              |
| Twann-Tüscherz     | Twann-Tüscherz | 1.113        | 12,43             |
|                    | Totaal (19)    | x            | 97,63             |

## Bestuurlijke herindelingen

### Gemeenten
- 2010: Tüscherz-Alfermée en Twann → Twann-Tüscherz

Bern-Mittelland · Biel/Bienne · Emmental · Frutigen-Niedersimmental · Interlaken-Oberhasli · Jura bernois · Oberaargau · Obersimmental-Saanen · Seeland · Thun